# Valovna enačba
Valóvna enáčba ali tudi d'Alembertova enáčba [dalembêrova ~] je pomembna homogena linearna parcialna diferencialna enačba 2. reda hiperboličnega tipa, ki v splošnem opisuje različna valovanja, kot so zvočno valovanje, svetlobno valovanje in vodno valovanje. Pojavlja se na mnogih različnih področjih, kot so akustika, elektrika in magnetizem in dinamika tekočin. Različne oblike valovnih enačb najdemo tudi v kvantni mehaniki in splošni teoriji relativnosti.
Problem nihanja strune, na primer pri glasbilu so raziskovali d'Alembert, Euler, Daniel Bernoulli in  de Lagrange.
Splošna oblika (homogene) valovne enačbe je:
{\displaystyle {\frac {1}{c^{2}}}{\frac {\partial ^{2}s}{\partial t^{2}}}-\nabla ^{2}s=0\!\,}
ali krajše zapisano z d'Alembertovim operatorjem:
{\displaystyle \square s=0\!\,.}
Tukaj je c določena konstanta, hitrost širjenja valovanja. Za zvočno valovanje v zraku pri 20 °C znaša približno 343 m/s in govorimo o hitrosti zvoka. Za nihanje strune ima lahko hitrost različne vrednosti, na spiralni vzmeti je lahko še manjša od metra na sekundo.
Valovna enačba podaja odmik s = s (x,y,z,t) v valovanju kot funkcijo kraja in časa. s = s(x,t) je amplituda, mera jakosti valovanja v določeni točki x v času t. Za zvočno valovanje v zraku je s krajevni zračni tlak, za nihajočo struno je s premik strune od svoje mirovne lege. {\displaystyle \nabla ^{2}} je Laplaceov operator delta glede na krajevne koordinate x,... Pri tem je lahko s skalarna ali vektorska količina.  
Osnovna valovna enačba je linearna parcialna diferencialna enačba drugega reda hiperboličnega tipa kar pomeni, da je amplituda dveh vzajemno delujočih valovanj kar vsota obeh valovanj. To pomeni tudi, da lahko obnašanje valovanja opazujemo, če valovanje razdelimo na komponente. Fourierova transformacija razdeli valovanje na sinusni komponenti in je uporabna pri obnašanju valovne enačbe.
Enorazsežno obliko lahko izpeljemo, če si zamislimo upogljivo struno, napeto med dvema točkama na osi x. Velja:
{\displaystyle {\frac {1}{c^{2}}}{\frac {\partial ^{2}s}{\partial t^{2}}}-{\frac {\partial ^{2}s}{\partial x^{2}}}=0\!\,,}
V dveh razsežnostih:
{\displaystyle {\frac {1}{c^{2}}}{\frac {\partial ^{2}s}{\partial t^{2}}}-\left({\frac {\partial ^{2}s}{\partial x^{2}}}+{\frac {\partial ^{2}s}{\partial y^{2}}}\right)=0\!\,.}
V še bolj zapletenih in resničnih oblikah valovne enačbe se lahko konstanta c spreminja s frekvenco ali amplitudo valovanja. Takšne enačbe so nelinearne:
{\displaystyle {\frac {1}{c(s)^{2}}}{\frac {\partial ^{2}s}{\partial t^{2}}}-\nabla ^{2}s=0\!\,.}